# Gijjora Spiegel
Gijjora Spiegel (hebr. גיורא שפיגל, ur. 27 lipca 1947 w Petach Tikwie) – izraelski piłkarz grający na pozycji pomocnika. W swojej karierze rozegrał 44 mecze w reprezentacji Izraela, w których strzelił 18 goli.

## Kariera klubowa
Swoją karierę piłkarską Spiegel rozpoczął w klubie Maccabi Tel Awiw. W 1963 roku awansował do kadry pierwszej drużyny i w sezonie 1963/1964 zadebiutował w niej w pierwszej lidze izraelskiej. W Maccabi występował do końca sezonu 1972/1973. W sezonach 1967/1968, 1969/1970 i 1971/1972 wywalczył z Maccabi trzy tytuły mistrza Izraela. Zdobył też dwa Puchary Izraela w sezonach 1966/1967 i 1969/1970 i dwa Azjatyckie Puchary Mistrzów w 1969 i 1971 roku.
W 1973 roku Spiegel wyjechał do Francji i został zawodnikiem tamtejszego pierwszoligowca, RC Strasbourg. Grał w nim przez trzy sezony. W 1976 roku przeszedł do Olympique Lyon, w którym spędził dwa lata.
W 1978 roku Spiegel wrócił do Izraela, do Maccabi Tel Awiw. W sezonie 1978/1979 wywalczył mistrzostwo Izraela. W sezonie 1979/1980 był zawodnikiem Hakoah Ramat Gan, a w latach 1980–1982 – Beitaru Tel Awiw. W 1982 roku zakończył karierę.
| Sezon   | Klub             | Kraj    | Rozgrywki   | Mecze | Bramki |
| ------- | ---------------- | ------- | ----------- | ----- | ------ |
| 1963/64 | Maccabi Tel Awiw | Izrael  | Liga Leumit | 12    | 3      |
| 1964/65 | Maccabi Tel Awiw | Izrael  | Liga Leumit | 28    | 11     |
| 1965/66 | Maccabi Tel Awiw | Izrael  | Liga Leumit | 21    | 9      |
| 1966/67 | Maccabi Tel Awiw | Izrael  | Liga Leumit | ?     | ?      |
| 1967/68 | Maccabi Tel Awiw | Izrael  | Liga Leumit | ?     | ?      |
| 1968/69 | Maccabi Tel Awiw | Izrael  | Liga Leumit | 28    | 13     |
| 1969/70 | Maccabi Tel Awiw | Izrael  | Liga Leumit | 26    | 12     |
| 1970/71 | Maccabi Tel Awiw | Izrael  | Liga Leumit | 27    | 11     |
| 1971/72 | Maccabi Tel Awiw | Izrael  | Liga Leumit | 30    | 8      |
| 1972/73 | Maccabi Tel Awiw | Izrael  | Liga Leumit | 4     | 1      |
| 1973/74 | RC Strasbourg    | Francja | Division 1  | 23    | 9      |
| 1974/75 | RC Strasbourg    | Francja | Division 1  | 37    | 10     |
| 1975/76 | RC Strasbourg    | Francja | Division 1  | 37    | 4      |
| 1976/77 | Olympique Lyon   | Francja | Division 1  | 18    | 5      |
| 1977/78 | Olympique Lyon   | Francja | Division 1  | 25    | 4      |
| 1978/79 | Maccabi Tel Awiw | Izrael  | Liga Leumit | 26    | 2      |
| 1979/80 | Hakoah Ramat Gan | Izrael  | Liga Leumit | 28    | 6      |
| 1980/81 | Beitar Tel Awiw  | Izrael  | Liga Leumit | 27    | 8      |
| 1981/82 | Beitar Tel Awiw  | Izrael  | Liga Leumit | 6     | 1      |

## Kariera reprezentacyjna
W reprezentacji Izraela Spiegel zadebiutował 21 listopada 1965 roku w przegranym 1:2 meczu eliminacji do MŚ 1966 z Bułgarią, rozegranym w Ramat Gan. W 1968 roku zagrał w czterech meczach Pucharu Azji 1968: z Hongkongiem (6:1 i 2 gole), z Birmą (0:1), z Tajwanem (4:1 i 1 gol) i z Iranem (1:2 i gol). Został królem strzelców tego turnieju, a Izrael zajął na nim 3. miejsce. W tym samym roku reprezentował Izrael na Igrzyskach Olimpijskich w Meksyku.
W 1970 roku Spiegel był w kadrze Izraela na Mistrzostwa Świata w Meksyku, na których rozegrał trzy mecze: z Urugwajem (0:2), ze Szwecją (1:1) i z Włochami (0:0). Od 1965 do 1980 roku rozegrał w kadrze narodowej 44 mecze i strzelił 18 goli.

## Kariera trenerska
Po zakończeniu kariery piłkarskiej Spiegel został trenerem. Prowadził takie kluby jak: Hapoel Petach Tikwa, Maccabi Tel Awiw, Bene Jehuda Tel Awiw, Maccabi Hajfa, ponownie Bene Jehuda Tel Awiw i Ironi Riszon le-Cijjon. W sezonie 1989/1990 doprowadził Bene Jehuda wywalczenia do pierwszego historii klubu mistrzostwa Izraela. Z kolei w sezonie 1993/1994 został mistrzem kraju z Maccabi Hajfa. Jako trener trzykrotnie zdobył Puchar Izraela, w latach 1989 (Maccabi Tel Awiw), 1995 i 1998 (Maccabi Hajfa).